# خیار تخلف شرط
هرگاه شرطی ضمن عقد به نفع یکی از متعاملین شده باشد، در صورت تخلف شرط، مشروط له (کسی که شرط به نفع اوست) با حدود و شرایطی می‌تواند معامله را فسخ کند. این نوع حق فسخ در فقه خیار اشتراط هم نامیده شده. احکام خیار تخلف شرط به طوری است که در مواد ۲۳۴ الی ۲۴۵ قانون مدنی ذکر شده‌است.

## شروط ضمن عقد (بهانگلیسیConditions terms of Contract)
شرط در لغت معانی گوناگونی دارد. در پاره‌ای از کتاب‌های لغت، شرط به الزام معنی شده‌است و برخی آن را به الزام و التزام تعمیم داده‌اند که این دو معنی به معنای حقوقی شرط نزدیکتر است. در قانون مدنی و نوشته‌های حقوقی شرط را به صورت شرایط و شروط جمع بسته‌اند.
در قانون مدنی ایران واژه شرط در دو مفهوم بارز و شایع به کار رفته است:
۱- امری که تحقق یا نفوذ عمل یا واقعه حقوقی به آن وابسته است مانند قصد، رضا، مورد معامله، اهلیت دو طرف، و مشروعیت جهت معامله که شرایط اساسی صحت معامله‌اند.
۲- توافق ضمن عقد اعم است از صریح یا ضمنی. توافق‌های ضمن عقد خود نیز دو نوعند.
- برخی از توافق‌ها نمی‌توانند به عنوان تعهد و التزام مستقل باشند و باید تابع عقد دیگر قرار بگیرند مانند وصف مورد معامله و زمان اجرای آن که به صورت شرط صفت و آجل مورد توافق دو طرف در عقد اصلی قرار می‌گیرد.
- توافق‌هایی که می‌توانند خود به عنوان قرارداد مستقل باشند و لازم نیست که ضمن عقد دیگری دربارهٔ آن‌ها توافق صورت گیرد ولی دو طرف، به دلایلی، اغلب ضمن عقد لازمی نسبت به آن‌ها توافق می‌کنند. چنین توافق‌هایی که اغلب جنبه تعهد فرعی در قرارداد اصلی دارند، شرط ضمن عقد می‌نامند. مانند شرط وکالت ضمن عقد نکاح یا شرط مضاربه ضمن عقد بیع.
انواع شروط ضمن عقد: قانونگذار ایران به پیروی از فقه اسلامی، شروطی را که ضمن عقد آورده می‌شود به سه نوع تقسیم نموده:
۱- شرط صفت: عبارت است از شرط راجعه به کیفیت یا کمیت مورد معامله
بنابراین شرط صفت ممکن است راجع به چگونگی مورد معامله باشد، بدین معنی که طرفین کیفیت خاصی را در مورد معامله منظور و ضمن عقد ذکر کنند، چنانچه در بیع قالی شرط کنند که بافت کاشان باشد.
و نیز ممکن است شرط صفت مربوط به مقدار مورد معامله باشد، چنانچه در خرید زمین شرط کنند که دارای مساحت معین باشد. اگر بعد از عقد معلوم شود که مورد معامله دارای صفتی که شرط شده نبوده‌است، کسی که شرط به نفع او شده‌است خیار فسخ خواهد داشت.
هرگاه صفتی که در عقد شرط شده وصف ذاتی و به تعبیری جوهری یا اساسی مورد معامله و قید اراده و مبنای تراضی طرفین باشد، به گونه‌ای که بدون آن وصف قرارداد منعقد نمی‌شد، فقدان وصف مزبور اراده را خدشه‌دار می‌کند و از این رو موجب بطلان معامله است.
۲- شرط نتیجه: آن است که تحقق امری در خارج شرط شود.
در این نوع شرط، نتیجهٔ یکی از اعمال حقوقی به صرف شرط کردن در عقد بدون اینکه احتیاج به امر دیگری باشد حاصل می‌گردد. مثلاً ممکن است در عقد زدواج شط کنند که زن در مواردی وکالت در طلاق داشته باشد، یا مرد وکالت داشته باشد که اموال زن را اداره کند. در این صورت وقوع عقد اصلی و اشتراط ضمن آن برای تحقق این نتیجه کافی است و نیازی به ایجاب و قبول جداگانه برای وکالت نیست و وکالت مزبور که ناشی از شرط نتیجه است تا هنگامی که عقد اصلی منحل نشده‌است باقی خواهد ماند.
احکام شرط نتیجه:
- بطلان عقد به بطلان شرط نتیجه می‌انجامد.
- شرط نتیجه قابل اسقاط نیست.
- هرگاه مانعی در سر راه نتیجه شرط شده باشد یا شرط نتیجه به دلیل مخالفت با شرع باطل باشد، حق فسخ به وجود می‌آید که آن هم قابل اسقاط است.
- در صورتی که معامله بواسطه اقاله یا فسخ به هم بخورد شرطی که در ضمن شده‌است باطل نمی‌شود زیرا شرط نتیجه به محض اشتراط حاصل می‌شود.
۳- شرط فعل: آن است که اقدام به فعلی بر یکی از متعاملین یا بر شخص خارجی شرط شود.
بنابراین ممکن است در ضمن معامله‌ای شرط شود که یکی از متعاملین یا شخص ثالث کاری را انجام دهد چنان‌که خانه‌ای بسازد یا کتابی بنویسد یا مالی را به طرف مقابل بفروشد؛ و نیز ممکن است خودداری از انجام کاری ضمن قرارداد شرط شود. چنان‌که شرط شود یکی از طرفین یا شخص ثالث از اشتغال به کار معینی خودداری کند، یا ساختمان خود را از حد معینی بالاتر نبرد، یا ملک خود را برای کار معینی اجاره ندهد.
تخلف از شرط فعل: هرگاه مشروط علیه از وفای به شرط تخلف کند، مشروط له می‌تواند به دادگاه مراجعه و اجبار مشروط علیه را تقاضا نماید.
هرگاه مشروط علیه با وجود صدور اجرائیه از اجرای حکم دادگاه خودداری کند دو فرض پیش می‌آید:
۱- اگر فعل مشروط قائم به شخص مشروط علیه نباشد، قاضی می‌تواند به خرج ملتزم موجبات آن فعل را فراهم کند.
۲- اگر فعل مشروط قائم به شخص مشروط علیه باشد، مشروط له حق فسخ معامله را خواهد داشت.